# Кызыларай
Кызыларай — самый высокий красный горный массив в казахской степи.
На севере Прибалхашья на 25 км протянулся Кызыларайский хребет. Эти слоистые породы являются следами древних вулканов. Пик Аксоран расположен на высоте 1565 метров. Это самая высокая точка Сарыарки. Именно поэтому этот горный массив называют «Степной горкой». У подножия Кызыларай находится село Шабанбай би, популярное среди любителей экотуризма. Местные жители организуют для туристов пешие походы к археологическим памятникам, а также знакомят их с национальной культурой казахов.

## Местоположение
Кызыларайский хребет расположен в Актогайском районе Карагандинской области. Его ширина 70 км, длина 56 км. В южной части Жаман-Кызыларайских гор находится небольшой посёлок Сона в Шабанбайбийском сельском округе. На западе Кызыларайский хребет заканчивается горами: пик Шокпартас на высоте 980 метров над уровнем моря и гора Каражумак с пиком Актогай на высоте 1031 метр.

## Этимология
Название состоит из двух компонентов. Первый тест — цвет горы. Второе происходит от монгольского слова «арай». Употребляется в значении «вершина горы», «пик». Поэтому «Кызыларай» означает «красная вершина горы, высокое место».

## Геологический состав
Как и Бектау-Ата, эти горы являются остатками древних вулканов, но в отличие от Бектау здесь был действующий вулкан. Кызыларайские горы в основном состоят из осадочных и магматических пород, в том числе гранита, порфира, кварцита, песчаника и сланца.

## Историческое значение
Кызыларай имеет богатое историческое наследие: монументальные гробницы и наскальные рисунки эпохи бронзы, каменные изваяния тюркского периода и мавзолеи казахско-джунгарских войн. Археолог Алькей Маргулан нашёл в этих памятниках древние следы бегазы-дандибайской культуры. В близлежащем некрополе Бегазы были найдены бронзовые наконечники стрел. Экспонаты можно увидеть в областном археолого-этнографическом музее в поселке Актогай.

## Климат
Из-за удаленности от Красных океанов и морей свободно циркулируют сибирский антициклон и арктические воздушные массы, поэтому климат здесь сухой и резко континентальный. Зима холодная, средняя температура января −14…-18 °C, минимальная −40 °C. Лето сухое и жаркое, средняя температура июля +20…+24 °C, максимальная +35 °C. Среднегодовое количество осадков 200—300 мм.

## Флора
Многослойные гранитные пики Кызыларайского хребта покрыты хвойными лесами и арчовниками. В степи есть небольшие берёзовые островки. Вокруг растут шиповник, боярышник, малина и смородина. Но основу флоры составляют сосны.

## Животный мир
Кызыларайские горы — единственное крупное место обитания архаров в Казахстане. Животный мир Кызыларай богат и разнообразен. Кроме этих архаров встречаются олень, сайгак, кабан, волк, лисица, кролик, джейран, корсак, барсук, белохвостый олень и сурок. Из птиц — тетерев, куропатка, гусь, ястреб, чайка и др.